# T. Katona Ágnes
T. Katona Ágnes (Szeged, 1959. július 5. –) magyar színésznő, szerkesztő, riporter, műsorvezető, gyártásvezető.

## Életpályája
Az 1977-es Ki mit tud?-on Merinka balladájával szerepelt a televízió tehetségkutató műsorában. 

„Szegeden jártam egészségügyi szakközépiskolába, amikor az érettségi évében, 1977-ben jelentkeztem a Ki mit tud?-ra. Nem nyerni akartam mindenáron, hanem erőpróbának szántam. S mivel a közönségszavazatok segítségével — egy balladát szavaltam — a középdöntőn is túljutottam, elegendő erőt éreztem magamban ahhoz, hogy jelentkezzem a Színművészeti Főiskolára. Elsőre felvettek, s a diploma után több vidéki színházhoz is hívtak, de számomra a Mafilm-társulat szerződésajánlata tűnt a legvonzóbbnak.”

A vetélkedőt igaz nem nyerte meg, de fél év múlva már főiskolai hallgató volt a Színház- és Filmművészeti Főiskolán. Színészi diplomáját 1981-ben kapta meg, Kazimir Károly osztályában. A Mafilm színésztársulatában kezdte színésznői pályáját. Több filmben és tévéjátékban szerepelt. Filmes és színházi pályafutása után 1990-től a Magyar Televízióban műsorvezető, riporter, szerkesztő. 20 évig a „Katolikus krónika” arca és a katolikus műsorok hangja. 1993-tól működteti az ART Művészeti- és Kulturális Szolgáltató Betéti Társaságot, mely bejegyzésének idejétől külső megrendelésre, többek között a Magyar Televízió számára, filmeket készített. Ezeknek a filmeknek mint az ART Bt. ügyvezetője, minden esetben gyártásvezetője volt.

## Színházi szerepeiből
- Verebes István: Kettősünnep... Jankusné

Mafilm színtársulat tagjaként:
- Bertolt Brecht: Állítsátok meg Arturo Uit!... szereplő (Székesfehérvár, Vörösmarty Színház – rendező: Verebes István)

(Érdekessége az 1985-ös előadásnak, hogy az összes szerepet színésznők alakították. A címszerepet Kútvölgyi Erzsébet játszotta. A többi szerepben: Tábori Nóra, Margitai Ági, Meszléry Judit, Földi Teri, Schubert Éva, Várnagy Katalin, Horváth Zsuzsa, Sir Kati. Soós Edit, Horineczky Erika, T. Katona Ágnes, Nyakó Júlia.)
- Gyurkovics Tibor: Fevőtámasz... Ibi (Veszprémi Petőfi Színház)
- Woody Allen: Játsz újra Sam!... szereplő (Vígszínház)

## Filmek, tv
- Cigánykerék ... Kata (1976)
- Hankiss Elemér: Erkölcsi csapdák (sorozat)
- Szerelmem Elektra (r. Esztergályos Károly)... Elektra
- A végtelenek a párhuzamosban találkoznak (r. Esztergályos Károly)
- A tenger (sorozat) 2. rész (1982)
- Visszaesők (1983)
- Redl ezredes (1985)...Wilhelmina, Redl felesége
- Vonzások és választások (1985)... Ottília
- Első kétszáz évem (1986)
- Dráma a vadászaton (1986)
- Családi kör (sorozat) (1981-1989)
- Szomszédok (1992-1993)
- Kisváros Szemet szemért című rész (1994)